# Delfshaven (wijk)
Delfshaven is een wijk in Rotterdam, in de bestuurlijke entiteit Delfshaven-Schiemond van de deelgemeente Delfshaven.

## Beschrijving
Delfshaven is een stadswijk in het westen van Rotterdam met ongeveer 6.500 inwoners. De wijk wordt in het westen begrensd door de Aelbrechtskolk en de Voorhaven in historisch Delfshaven, in het noorden door de Coolhaven, in het oosten door de Parksluizen en in het zuiden door de Westzeedijk.
Delfshaven kent een grote variëteit aan bebouwingsvormen met historische panden uit de 19e eeuw en eerder, middenstands- en arbeiderswoningen uit de jaren twintig, appartementencomplexen uit de jaren vijftig, sociale woningbouw uit de jaren tachtig en grote school- en kantoorgebouwen, waaronder het Rotterdamsch Lyceum, de Zeevaartschool en het Conservatorium. Een deel van de wijk is een beschermd stadsgezicht met uitbreiding.
Delfshaven kent sociale problemen, maar de wijk is relatief rustig.
| Bevolkingssamenstelling 2006 | Delfshaven (wijk) [%] | Rotterdam [%] |
| ---------------------------- | --------------------- | ------------- |
| Autochtonen                  | 38                    | 54            |
| Allochtonen                  | 62                    | 46            |
| waarvan                      |                       |               |
| Surinamers                   | 19                    | 19            |
| Turken                       | 12                    | 17            |
| Marokkanen                   | 13                    | 14            |
| Antillianen                  | 14                    | 7             |

## Geschiedenis
Het oudste deel van de wijk wordt gevormd door historisch Delfshaven bij de Voor- en de Achterhaven. De Havenstraat (deel van Schielands Hoge Zeedijk) en de parallel gelegen Schoonderloostraat (op het grondgebied van de voormalige gemeente Schoonderloo) waren in 1900 ook bebouwd.
Voor de oorlog was het gebied bebouwd tot aan de Pieter de Hoochweg. Het laatste deel van de wijk is in 1950 gereedgekomen met het Centraal Belastingkantoor aan de Puntegaalstraat (in Rotterdam bekend als Plukmekaalstraat) als beeldbepalende afsluiting van de wijk.

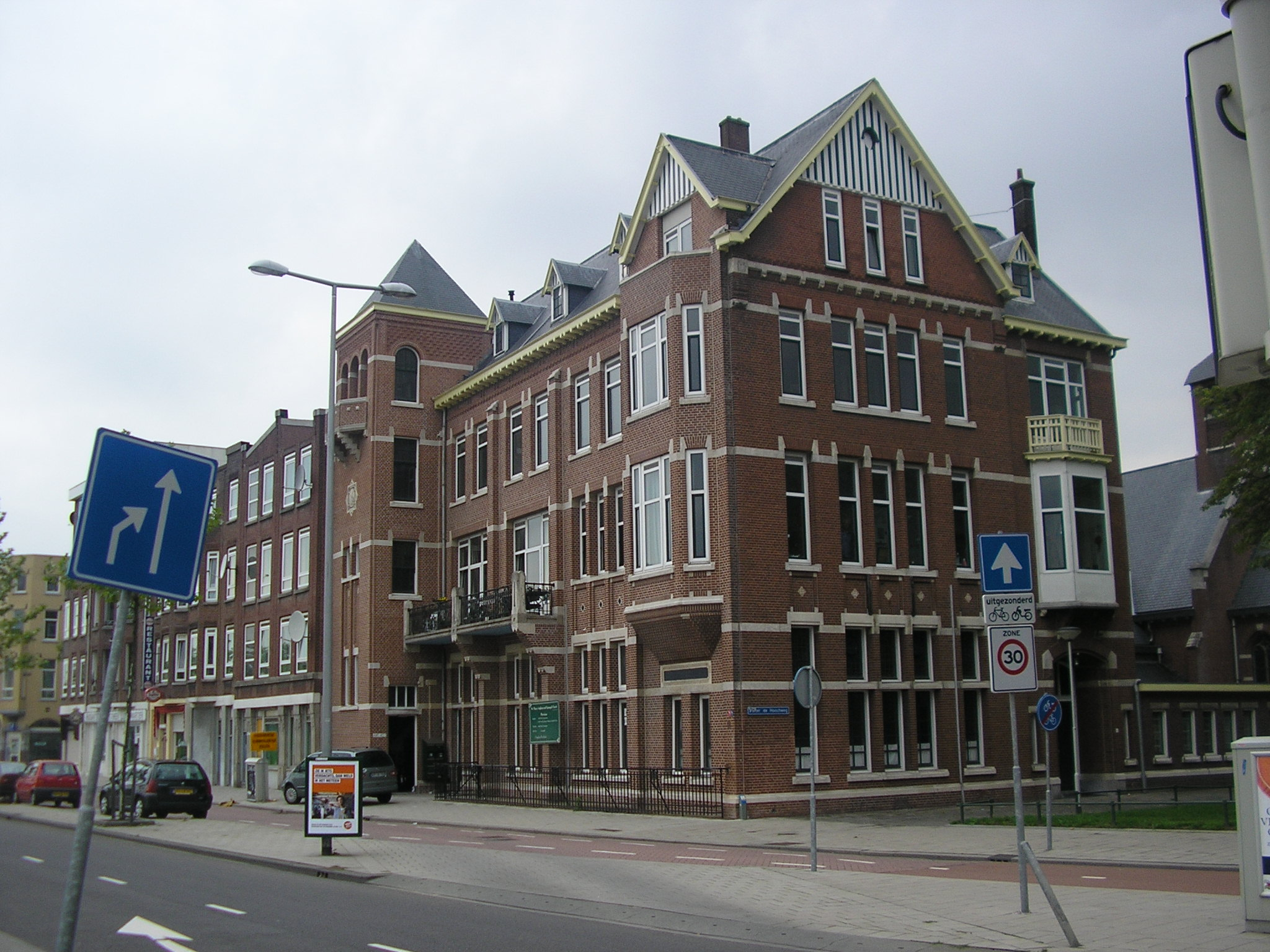
Voormalig tehuis van de Mission to Seaman. Het gebouw is onderdeel van de naastgelegen Anglicaanse St.Mary Church.
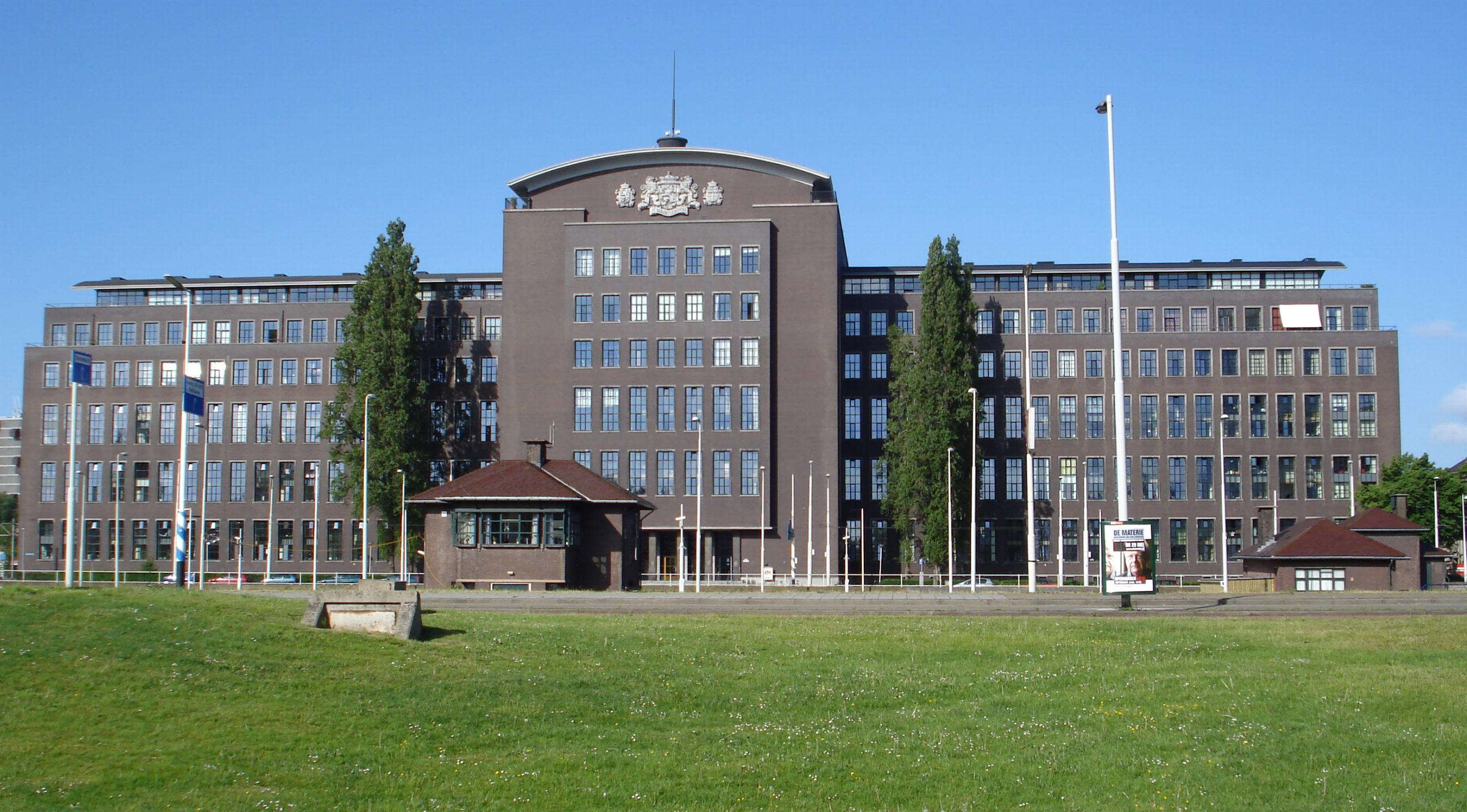
In het voormalige belastingkantoor zijn nu huurwoningen gevestigd
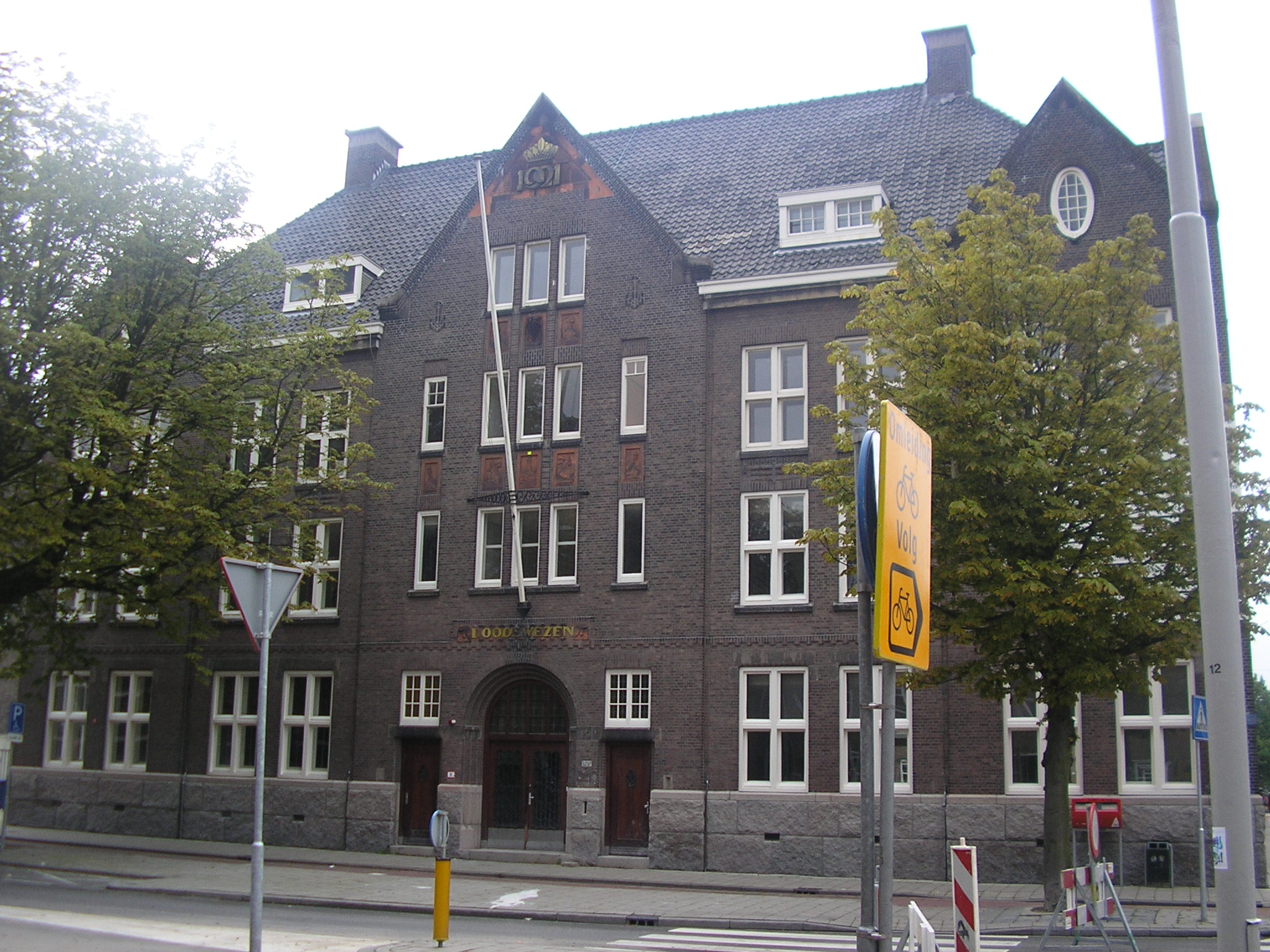
Voormalig gebouw van het Loodswezen, nu locatie van de Stichting Kunstzinnige Vorming Rotterdam

Rotterdam Centrum ·
Rotterdam-Noord ·
Rotterdam-Oost ·
Rotterdam-West ·
Rotterdam-Zuid ·
110-Morgen ·
Afrikaanderwijk ·
Agniesebuurt ·
Bergpolder ·
Beverwaard ·
Blijdorp ·
Blijdorpse polder ·
Bloemhof ·
Boomgaardshoek ·
Bospolder-Tussendijken ·
CS-kwartier ·
Carnisserbuurt ·
Cool ·
Crooswijk ·
De Esch ·
De Veranda ·
Delfshaven ·
Delfshaven-Schiemond ·
Dijkzigt ·
Feijenoord ·
Gadering ·
Groenenhagen-Tuinenhoven ·
Groot-IJsselmonde ·
Heijplaat ·
Het Lage Land ·
Hillegersberg ·
Hillesluis ·
Homerusbuurt ·
Hordijkerveld ·
Kandelaar ·
Karl Marxbuurt ·
Katendrecht ·
Kiefhoek ·
Kleinpolder ·
Kleiwegkwartier ·
Kop van Zuid ·
Kralingen ·
Kralingse Veer ·
Kreekhuizen ·
Landzicht ·
Liskwartier ·
Lloydkwartier ·
Lombardijen ·
Meeuwenplaat ·
Middelland ·
Middengebied ·
Millinxbuurt ·
Molenlaankwartier ·
Molièrebuurt ·
Nesselande ·
Nieuw Engeland ·
Nieuw-Mathenesse ·
Nieuwe Westen ·
Nooddorp ·
Noordereiland ·
Ommoord ·
Oosterflank ·
Oud-Charlois ·
Oud-IJsselmonde ·
Oud-Mathenesse ·
Oude Noorden ·
Oude Westen ·
Oudeland ·
Overschie ·
Pendrecht ·
Prinsenland ·
Provenierswijk ·
Reyeroord ·
Rubroek ·
Sagenbuurt ·
Scheepvaartkwartier ·
Schiebroek ·
Schiemond ·
's-Gravenland ·
Smeetsland ·
Spaanse Polder ·
Spangen ·
Sportdorp ·
Stadsdriehoek ·
Struisenburg ·
Tarwewijk ·
Terbregge ·
Tussenwater ·
Varenbuurt ·
Vondelingenplaat ·
Vreewijk ·
Waalhaven ·
Westpunt ·
Wielewaal ·
Witte Dorp ·
Zalmplaat ·
Zenobuurt ·
Zestienhoven ·
Zevenkamp ·
Zomerland ·
Zuidwijk